# توکای کربن
توکای کربن (انگلیسی: Tokai Carbon) شرکت صنایع شیمیایی ژاپنی است، که در سال ۱۹۱۸ تأسیس شد.